# Bramka GSM

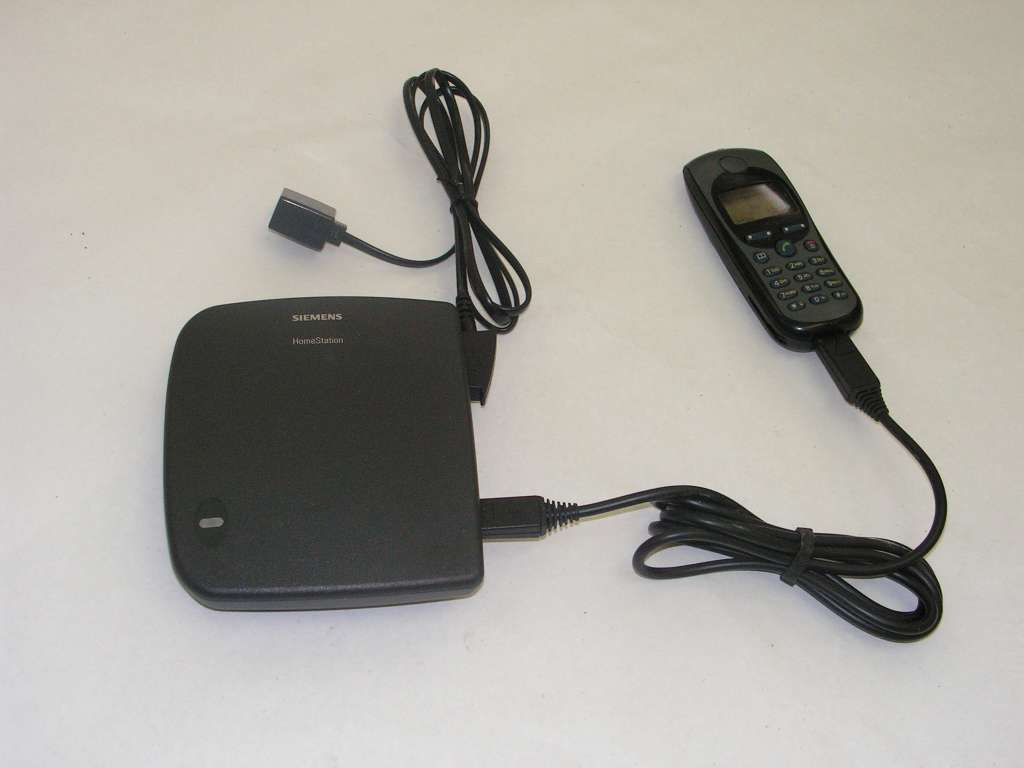
Bramka GSM Siemens Homestation wraz z podłączonym telefonem Siemens M35i

Bramka GSM (ang. Fixed Cellular Terminal, FCT) – rodzaj urządzenia telekomunikacyjnego, którego głównym zadaniem jest umożliwienie abonentowi stacjonarnej sieci telefonicznej wykonywanie połączeń z abonentem sieci GSM nie za pomocą sieci stacjonarnej lecz za pomocą sieci GSM.
Bramka GSM jest w rzeczywistości rodzajem telefonu komórkowego, w którym jednak wybieranie numeru i rozmowa odbywa się za pomocą klawiatury, mikrofonu i głośnika telefonu przewodowego podłączonego do bramki zwykłym przewodem telefonicznym. W zależności od modelu bramki telefon przewodowy może pracować w standardzie POTS lub ISDN. Zamiast telefonu może też być użyta centrala telefoniczna PBX.
W bramkach GSM instalowane są zwykłe karty SIM wydane przez któregoś z operatorów telefonii komórkowej. Dzięki temu użytkownicy telefonów stacjonarnych mogą wykonywać połączenia do sieci GSM po niższej cenie, gdyż zazwyczaj koszty połączeń pomiędzy abonentami sieci GSM są niższe niż koszty połączeń z sieci PSTN na sieć GSM. Abonenci sieci central PBX z zainstalowaną funkcją LCR i wyposażonych w bramki GSM mogą nawet nie wiedzieć, że ich połączenia wykonywane są za pośrednictwem sieci GSM.
Występują dwa typy bramek GSM:
- samodzielne urządzenia nie posiadające nawet klawiatury, wyświetlacza, mikrofonu i głośnika, do których instaluje się kartę SIM np. Nokia 32
- urządzenia do których podłącza się zwykły telefon komórkowy za pomocą specjalnego kabla i złącza np. Siemens Homestation

Niektóre bramki GSM mogą być wyposażone w dodatkowe funkcje:
- zmiana polaryzacji linii w momencie odebrania rozmowy przez abonenta
- przyjmowanie połączeń z sieci GSM
- podłączenie do komputera PC i programowanie za pomocą kabla RS232, USB lub innego
- identyfikacja numeru CLIP-FSK
- impulsy teletaksy
- wysyłanie lub odbieranie wiadomości SMS